# Аушев, Макшарип Магомедович
Макшарип Магомедович Аушев (16 февраля 1966, Сурхахи, Чечено-Ингушская АССР — 25 октября 2009, Нартан, Кабардино-Балкария) — бизнесмен и политический деятель Ингушетии. Окончил сельскохозяйственный институт в Орджоникидзе (ныне город Владикавказ).

## Политическая деятельность
Макшарип Аушев был одним из наиболее значимых политиков, находившихся в оппозиции к президенту Ингушетии Мурату Зязикову. После гибели Магомеда Евлоева возглавил оппозиционный интернет-сайт Ингушетия.ру, хотя отошёл от оппозиционной деятельности после назначения президентом Юнус-Бека Евкурова.
Аушев был членом экспертного совета аппарата Уполномоченного по правам человека в России.

## Убийство
Макшарип Аушев был убит 26 октября 2009 года вблизи селения Нартан Чегемского района Кабардино-Балкарии, по дороге в Нальчик. Его двоюродная сестра была тяжело ранена. Аушев похоронен на родовом кладбище в селении Сурхахи.
За «выдающуюся деятельность в области защиты прав человека» посмертно награждён премией Госдепартамента США.